# ادوین واید

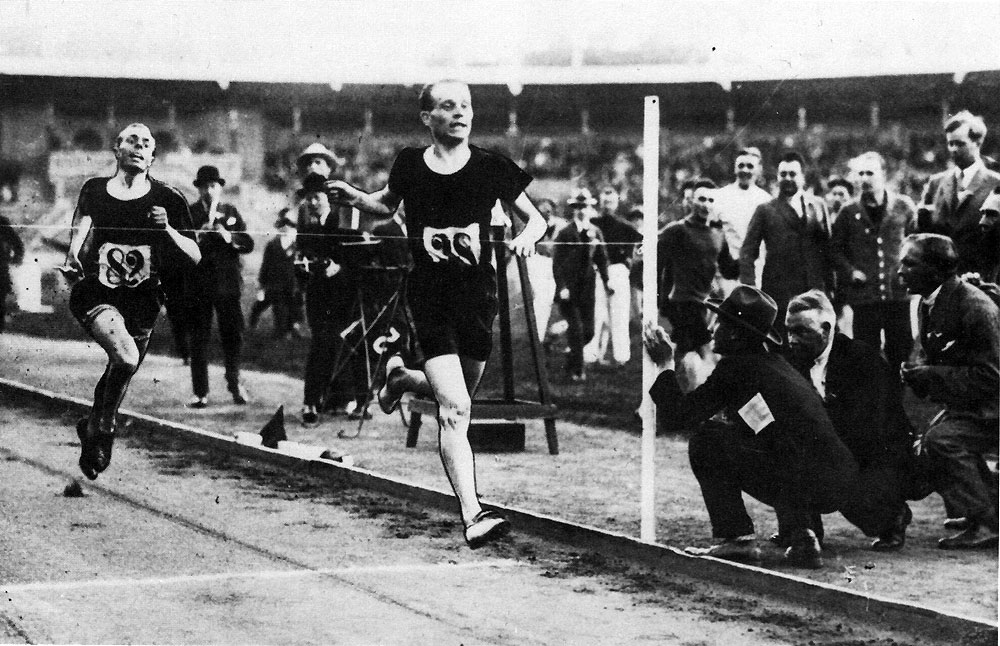

ادوینگ (سوئدی: Edvin Wide; ۲۲ فوریهٔ ۱۸۹۶ – ۱۹ ژوئن ۱۹۹۶) ورزشکار دو و میدانی اهل سوئد بود :ه در مسابقات کشوری و بین‌المللی در مجموع برندهٔ ۱ مدال نقره، ۴ مدال برنز شده‌است.